# Rammstein
Rammstein é uma banda alemã formada em Berlim, em Janeiro de 1994. É formada desde a fundação por Till Lindemann (vocal), Richard Z. Kruspe (guitarra e backing vocals), Paul H. Landers (guitarra e backing vocals), Oliver "Ollie" Riedel (baixo), Christoph "Doom" Schneider (bateria e percussão eletrônica) e Christian "Flake" Lorenz (teclados). Em 2009, eles já haviam vendido cerca de 20 milhões de álbuns no mundo todo.
As performances ao vivo do Rammstein são conhecidas por serem teatrais e pirotécnicas, ganhando premiações na categoria em diversos países. Todo catálogo do Rammstein é publicado pela Universal Music Group. A maioria de seus membros são oriundos da Alemanha Oriental, especificamente Berlim Oriental e Schwerin, e desde sua formação o grupo não passou por nenhuma alteração dos seus integrantes originais.

## História
O nome da banda vem do desastre de Ramstein, um acidente aéreo que ocorreu na pequena cidade alemã de Ramstein em 1988, durante uma exibição de acrobacia aérea, na qual três aviões italianos colidiram e caíram na plateia, provocando a morte de 70 pessoas e ferimentos em 599. A banda decidiu então pôr um "M" a mais no nome, causando um trocadilho com Rammen, que significa bater, cravar, entrechocar-se, e "stein", que significa pedra. "Rammstein" literalmente pode ser traduzido como aríete. Em uma matéria especial de 2019, a revista Metal Hammer informou que a banda havia sido batizada assim por conta da música "Ramstein", uma das primeiras que criaram, quando ainda não tinham um nome. As pessoas logo começaram a se referir a eles como "a banda da música Ramstein" e depois como a "banda Ramstein".
O Rammstein coexistiu com os projetos anteriores dos membros por cerca de um ano e meio. Os membros investiam a renda de seus shows com o Feeling B (um desses projetos) no Rammstein. Gravaram suas primeiras músicas em um prédio ocupado pelo vocalista do Feeling B, Aljoscha Rompe.
Das bandas que cantam em alemão é a que atingiu maior sucesso fora da Alemanha, principalmente com o segundo álbum Sehnsucht (1997, cuja capa foi considerada uma das mais controversas de todos os tempos, figurando em nono lugar na classificação do site Gigwise), depois com Mutter (2001) e Reise, Reise (2004). Em 2003 houve uma apresentação da música "Mein Herz brennt" pela Orquestra Sinfônica de Dresden.
O seu quinto trabalho, inicialmente anunciado como "Reise, Reise (Vol.2)", acabou por ser denominado Rosenrot (2005). Em seguida foi lançado Liebe ist für alle da e foi editado em Estocolmo e lançado a 16 de outubro de 2009 na Europa (20 de outubro 2009 no resto do mundo). O álbum contém onze faixas, na edição padrão, e 16 músicas na edição especial, incluindo a polêmica música "Pussy", lançada no dia 18 de setembro de 2009 e que causou polêmica por apresentar os membros em cenas de sexo explícito (a banda já havia se apresentado nua uma vez nos Estados Unidos. Em 2007, seus álbuns correram risco de censura e até mesmo proibição em 2007 por um órgão de apoio a juventude chamado Kreisjugendpfleger, por serem considerados impróprio para menores.

Símbolo da Banda

O site oficial da banda divulgou as primeiras datas da turnê "Made in Germany 1995 – 2011". De acordo com a notícia, o Rammstein reuniu as músicas mais significativas de seus 16 anos de carreira e a turnê começou a cruzar a Europa no dia 6 de novembrode 2011. A venda internacional de ingressos começou no dia 24 de junho. A turnê resultou em um álbum de mesmo nome, com 20 músicas da banda, incluindo uma faixa inédita e um catálogo de todos os vídeos da carreira do Rammstein em formato CD/DVD.
Em 22 de março de 2012 todos da banda, exceto Till Lindemann participaram da música "The Beautiful People" de Marilyn Manson no festival Echoverleihung 2012.
Em julho de 2013, o guitarrista Paul Landers revelou em uma entrevista a possibilidade de a banda lançar um documentário e um DVD ao vivo, o DVD referido foi "In Amerika", lançado em 2015. Ele ainda indicou que a banda poderia "começar a pensar" em um novo álbum em 2014. Em setembro de 2014, o outro guitarrista Richard Z. Kruspe (que na época estava prestes a lançar o segundo álbum com seu projeto paralelo Emigrate, Silent So Long) afirmou que a banda está preparando mais alguns DVDs ao vivo e que eles estavam dando um tempo para os trabalhos em estúdio. Posteriormente, ele reiterou que a banda estava paralisada, contando que os membros decidiram pausar o Rammstein por um ano a partir do outono de 2014 (primavera no Hemisfério Sul) para os membros focarem em projetos paralelos.
Em 2015, contudo, o músico Peter Tägtgren, que trabalha com Till Lindemann no projeto paralelo Lindemann, informou que Till se reuniria com seus colegas de banda ainda neste ano para pré-produzir um novo álbum da banda, que normalmente leva dois anos para ser lançado.
Em março de 2017, a banda anunciou seu novo filme "Paris", dirigido por Jonas Åkerlund, conhecido por dirigir vários outros trabalhos da banda e foi gravado durante a Made in Germany Tour em 2012, com lançamento mundial exclusivo em cinemas de vários países, incluindo o Brasil, a estreia do filme aconteceu no dia 16 de março no Teatro Volksbühne em Berlim, 23 de março no resto do mundo e 30 de março no Brasil. Recentemente em entrevista, Richard Kruspe disse que já tem 35 novas músicas prontas, e Paul Landers afirmou que como 6 dessas músicas ficaram boas, a probabilidade de um novo álbum é enorme.
Em abril de 2018, a banda publicou algumas fotos no estúdio. A banda está desde 2017 preparando o novo álbum que está previsto pro fim de 2018 ou início de 2019.
Em setembro de 2018 a banda publicou em seus perfis oficiais fotos de uma sessão de gravação de orquestra e corais do novo álbum. As gravações ocorreram em Minsk, na Bielorrússia
Em janeiro de 2019 a banda se reuniu para a gravação de videoclipes. As imagens foram divulgadas nos perfis sociais da banda com a hashtag "Du Hast viel geweint". Até que em março foram divulgadas os primeiros teasers do novo videoclipe, com as escritas "XXVIII.III.MMXIX", referente à data de lançamento do videoclipe, 28 de março de 2019. Um dia antes do lançamento, um trailer de pouco mais de 30 segundos surgiu no canal oficial da banda no YouTube e foi duramente criticado pela imprensa alemã e a comunidade judaica por mostrar 4 dos 6 membros com cordas amarrados ao pescoço e vestidos com roupas semelhantes as de prisioneiros judeus dos campos de concentração nazistas, no fim do video, a escrita "Deutschland", nome da nova canção, aparece seguido da data de lançamento do videoclipe e enfim, no dia seguinte, o clipe foi lançado e em menos de 24 horas já havia sido visualizado por mais de 8 milhões de pessoas. A música e o vídeo de mais de 9 minutos de duração mostra todos os momentos ruins que a Alemanha passou desde o período medieval até os dias de hoje. O vídeo foi dirigido por Eric Remberg, mais conhecido como Specter Berlin.
Após o lançamento de "Deutschland", a banda confirmou seu sétimo álbum, autointitulado, lançado no dia 17 de maio de 2019. O álbum também apareceu para pré-venda na loja oficial da banda. A banda apenas divulgou pistas da lista de músicas.
No dia 16 de abril, a banda começou a divulgar pequenos trechos e os nomes das músicas no canal oficial do YouTube. Porém os trechos são apenas de algum instrumento, como as guitarras e bateria.
No dia 24 de abril a banda divulga o teaser de um novo videoclipe, Radio, com lançamento para o dia 26 de abril, porém no dia 25 o single é lançado nas rádios de vários países e seu videoclipe é projetado em prédios de várias cidades alemãs.
No dia 28 de maio a banda lança o videoclipe de "Ausländer", que estreia sendo exibido simultaneamente na internet e na Veltins-Arena em Gelsenkirchen, poucos minutos antes do início do show da banda naquele mesmo dia.
Em 8 de Março de 2022 a banda divulgou um teaser nas redes sociais de um novo vídeo com o título "Zeit kommt" (lit. A hora está chegando), com o lançamento para 10 de março. No mesmo dia, vazaram as capas do novo álbum "Zeit" e do single de mesmo nome.
O vídeo foi projetado na casa de shows Kesselhaus, local onde o Rammstein fez o seu primeiro concerto.
O segundo vídeo e single do oitavo álbum foi "Zick Zack", lançado em 7 de abril de 2022.
Dentre as principais influências do Rammstein estão bandas como Ramones, Ministry, Depeche Mode, Laibach e Oomph!.

## Letras

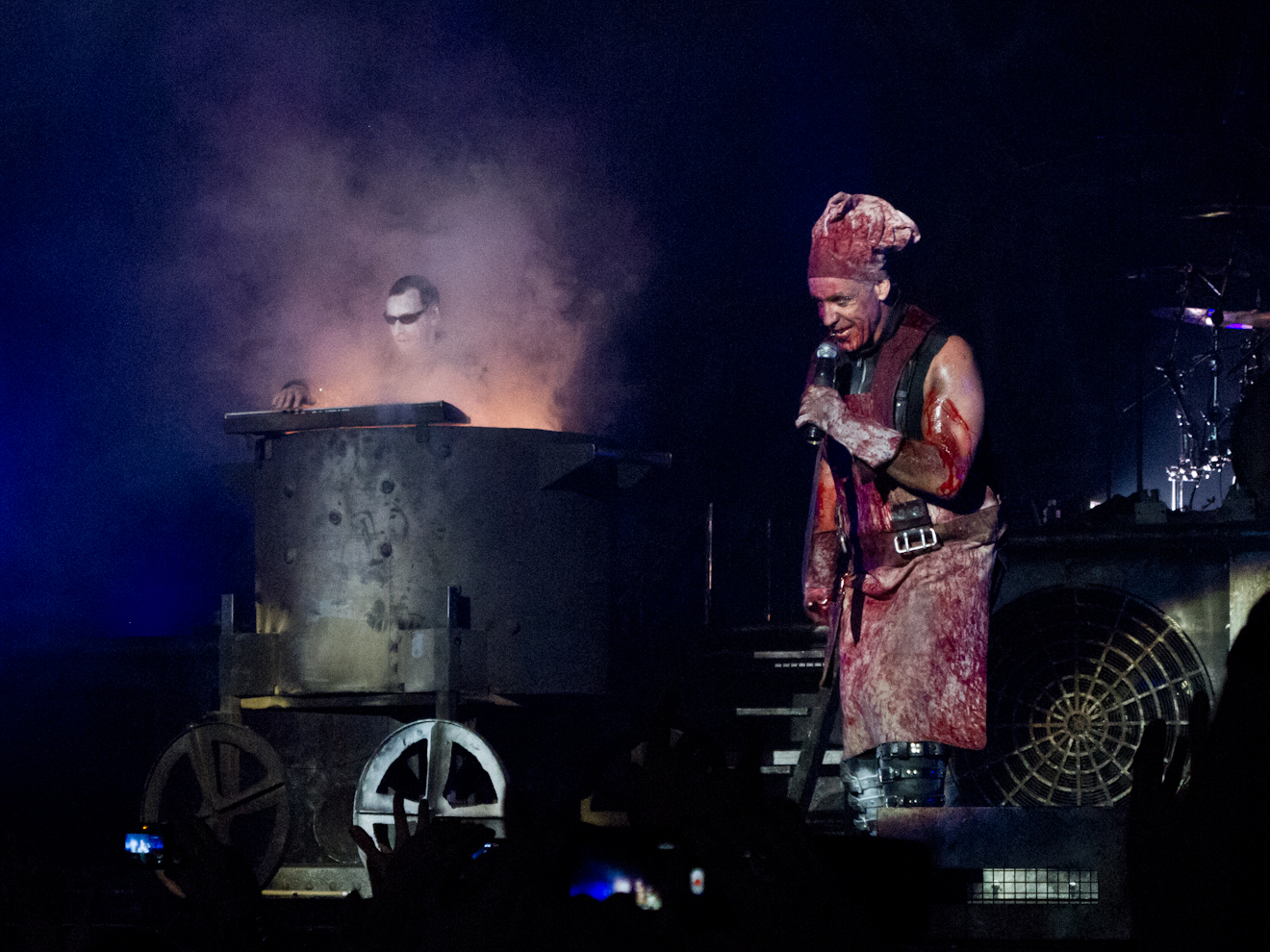
Show do Rammstein em Madrid, Espanha.

As músicas da banda são em sua maioria em alemão, mas também em outros idiomas como inglês, espanhol, francês e russo. Educados em escolas da Alemanha Oriental, os membros todos aprenderam russo como língua estrangeira, e não inglês. Em 2019, Flake comentou: "Eu vi um monte de bandas da Alemanha Oriental que cantavam em inglês bem ruim para pessoas que não entendiam inglês - era totalmente idiota. Mas se você realmente quer contar suas emoções, você tem que falar na sua língua materna." As letras costumam conter alegorias sadomasoquistas, fantasias com matricídio, incesto, derramamento de sangue e putrefação, misturadas com um romantismo macabro - isso levou o sexto álbum deles, Liebe ist für alle da, a ter sua venda proibida para menores de idade.

## Formação

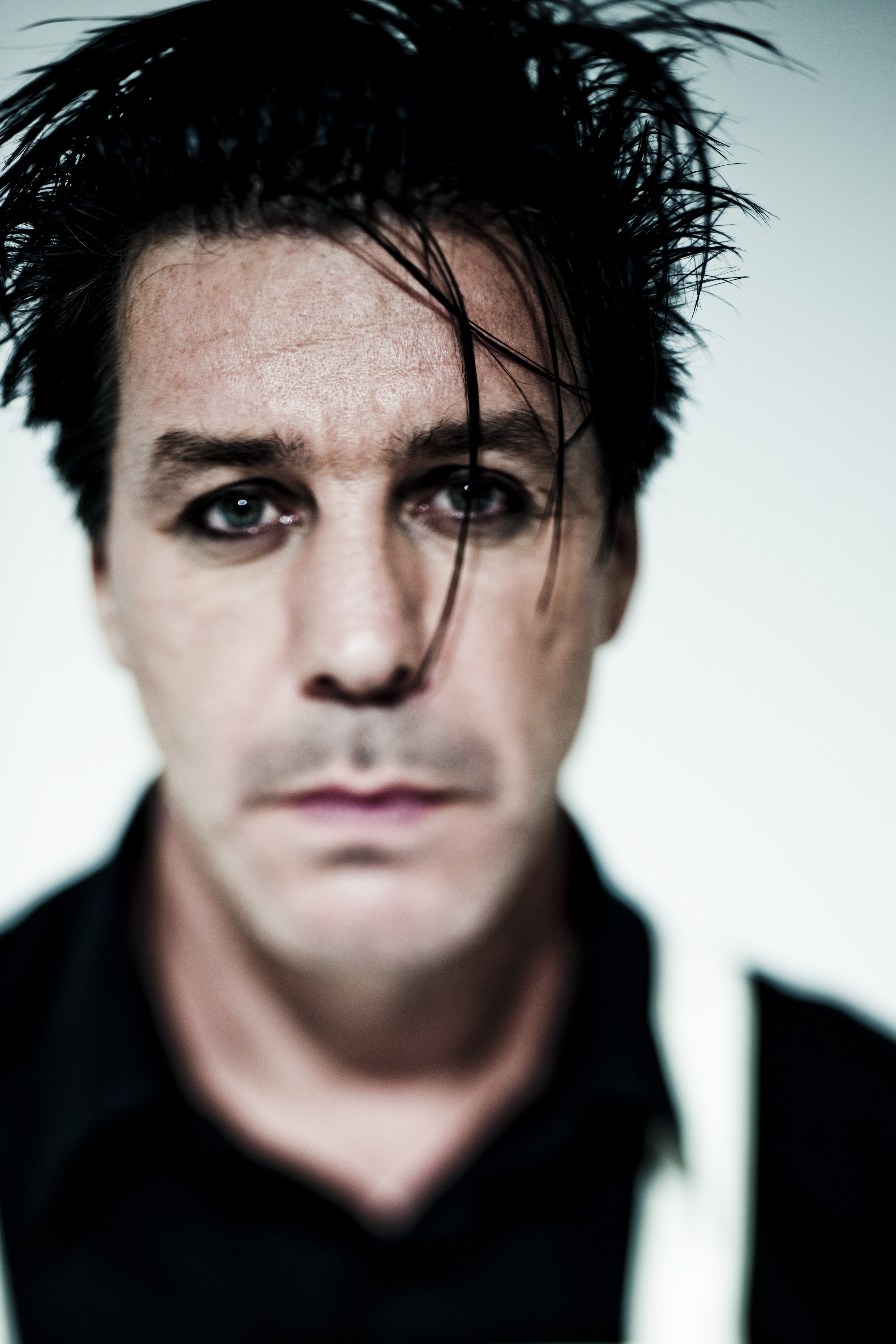
Till Lindemann, vocalista.

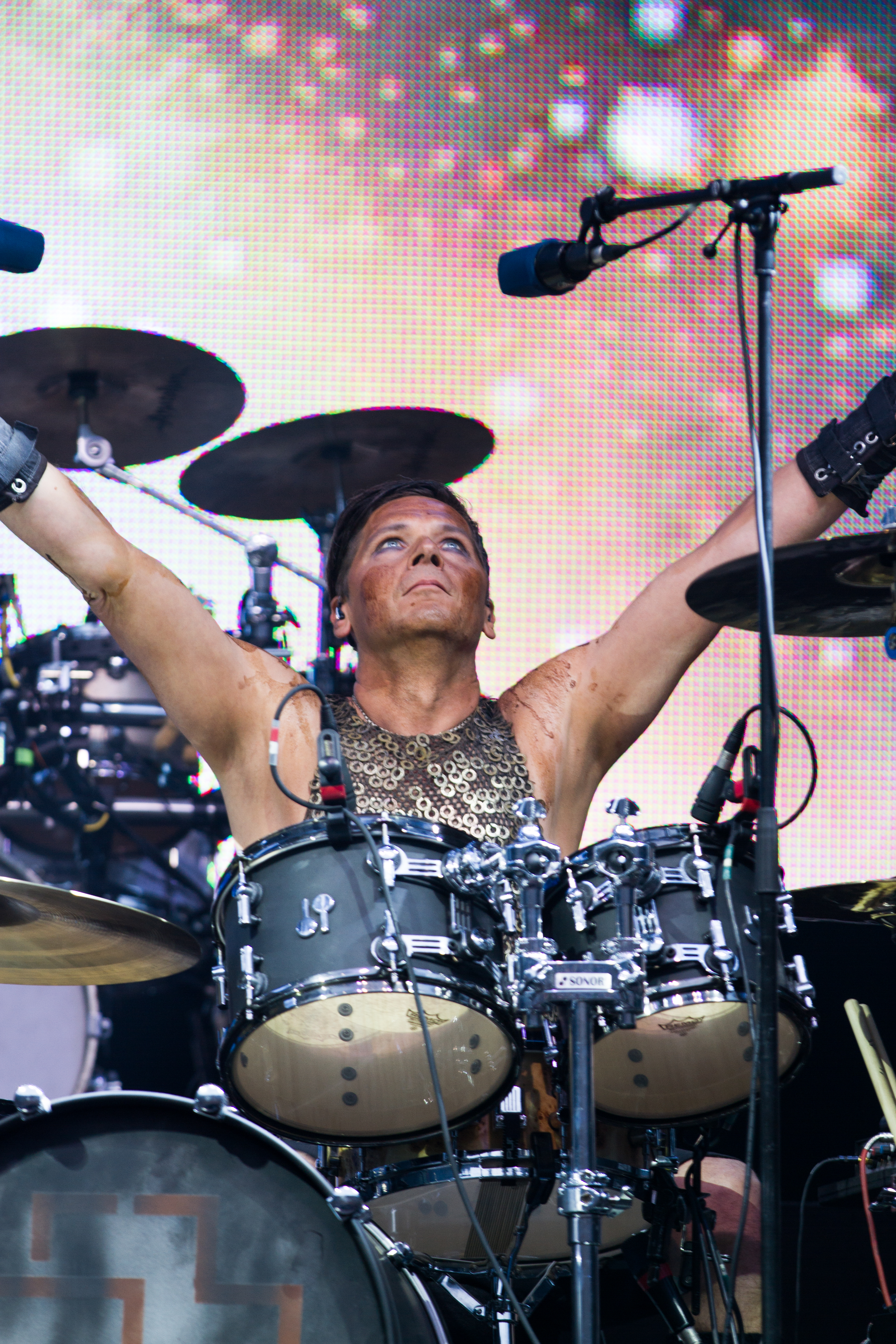
Christoph Schneider em 2015

A formação da Rammstein não se alterou desde o início, exceto pelo guitarrista Paul Landers e o tecladista Christian (Doctor Flake) Lorenz, que ingressaram na banda em um segundo momento.
Em 2007, ano em que Rammstein esteve inativo, Richard Kruspe aproveitou para colocar em execução o projeto Emigrate.

### Integrantes
- Till Lindemann - Vocal
- Richard Kruspe - Guitarra Solo , Vocal de Apoio
- Paul Landers - Guitarra Base , Vocal de Apoio
- Oliver Riedel - Baixo
- Christoph Schneider - Bateria, Percussão
- Christian Lorenz - Teclado, Sampler

## Discografia
Álbuns de estúdio
- 1995 - Herzeleid
- 1997 - Sehnsucht
- 2001 - Mutter
- 2004 - Reise, Reise
- 2005 - Rosenrot
- 2009 - Liebe Ist Für Alle Da
- 2019 - Rammstein
- 2022 - Zeit

DVDs/Blu-ray
- 1999 - Live aus Berlin
- 2003 - Lichtspielhaus
- 2006 - Völkerball
- 2012 - Videos 1995-2012
- 2015 - In Amerika
- 2017 - Rammstein: Paris

Coletâneas
- 2011 - Made in Germany 1995-2011
- 2015 - XXI

## Apresentações em países lusófonos

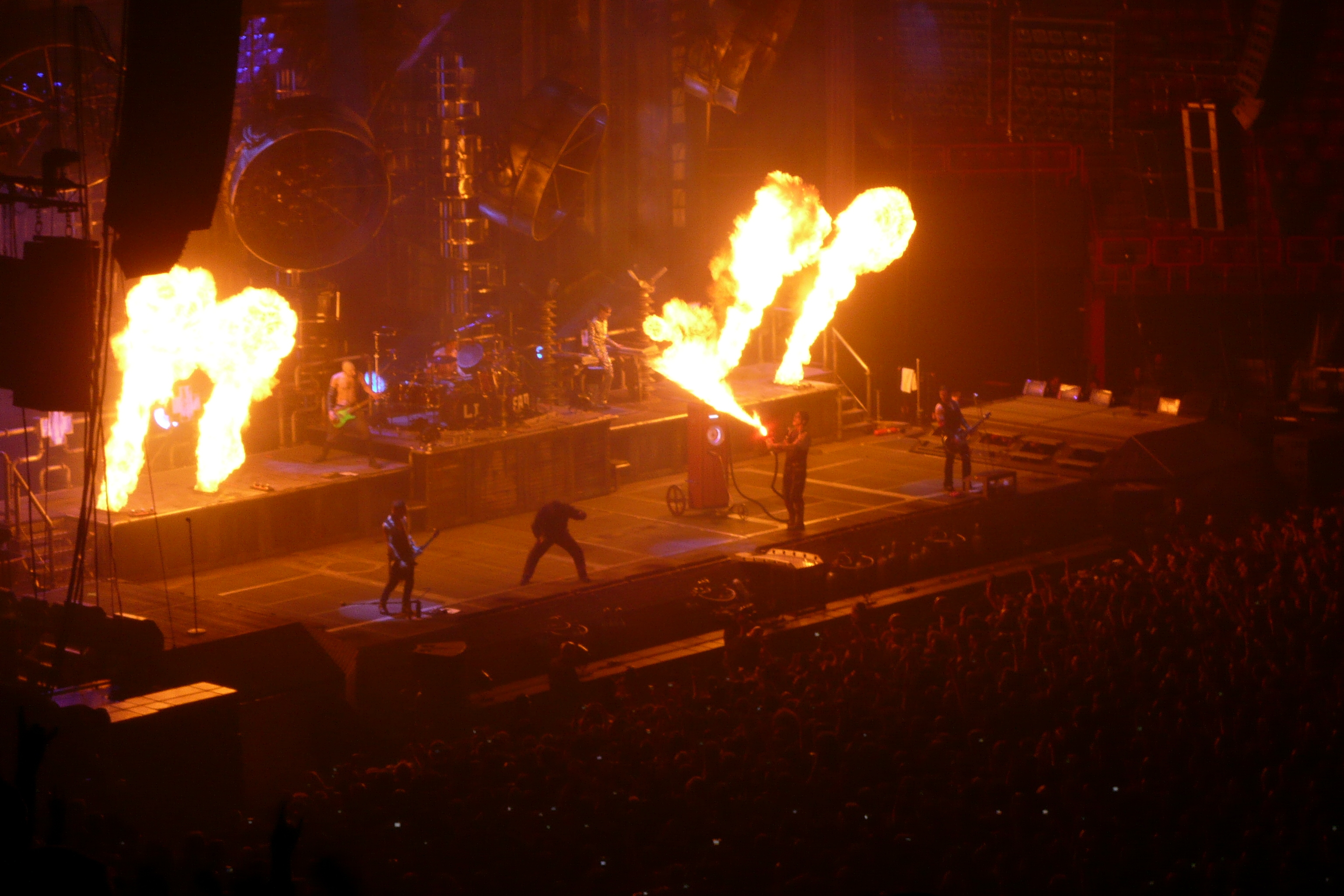
Rammstein em Paris no ano de 2009 com mais efeitos pirotécnicos.

### No Brasil
Vieram três vezes ao Brasil: a primeira em 1999 a convite da banda Kiss para fazer a abertura de seu show em São Paulo e em Porto Alegre (15 e 17 de abril, respectivamente) a segunda em 2010 no Via Funchal em São Paulo, onde se apresentaram em dois dias consecutivos: 30 de novembro e 1 de dezembro, e a terceira em 2016, onde se apresentaram no Maximus Festival dia 7 de setembro no autódromo de Interlagos em São Paulo, juntamente com bandas como Disturbed, Hellyeah, Marilyn Manson, entre outras.

Marcaram em Agosto de 2005 uma turnê para a América Latina que incluía uma apresentação no Brasil, em São Paulo no Credicard Hall para Outubro, mas a turnê foi cancelada.

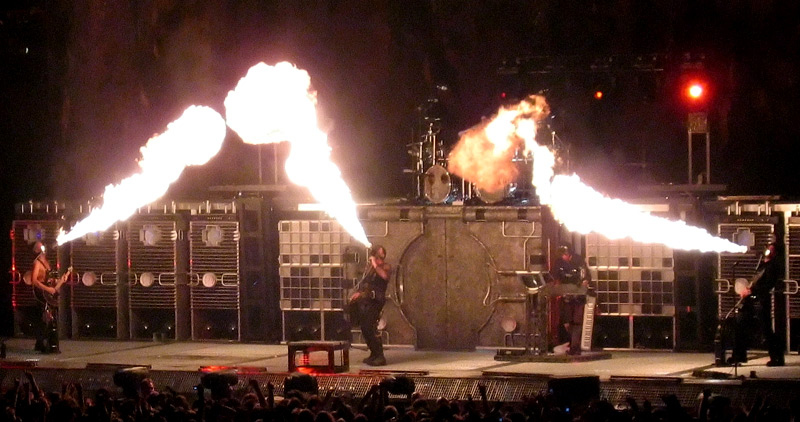
Apresentação ao vivo com efeitos pirotécnicos.

### Em Portugal
- 13 de Maio de 1998 - Lisboa, Paradise Garage
- 14 de Maio de 1998 - Porto, Hard Club
- 5 de Junho de 2001 - Lisboa, Coliseu dos Recreios
- 10 de Dezembro de 2001 - Lisboa, Pavilhão do Restelo
- 11 de Dezembro de 2001 - Lisboa, Pavilhão do Restelo
- 13 de Julho de 2002 - Caminha, Festival Vilar de Mouros
- 9 de Novembro de 2004 - Lisboa, Pavilhão Atlântico
- 8 de Novembro de 2009 - Lisboa, Pavilhão Atlântico
- 30 de Maio de 2010 - Lisboa, Rock in Rio (Parque da Bela Vista)
- 16 de Abril de 2013 - Lisboa, Pavilhão Atlântico
- 26 de Junho de 2023 - Lisboa, Estádio da Luz